# Dreamusic
Dreamusic (japonais : ドリーミュージック) est un label de musique japonais créé en 2001, au capital de 300 millions de yens, basé à Tokyo. Ses disques sont distribués par Columbia Music Entertainment de 2003 à 2007, puis par King Records de 2007 à 2010, puis par Sony Music Entertainment Japan.
En mars 2017, Dreamusic devient une filiale du group Faith. Les disques du label sont ainsi depuis distribués par Nippon Columbia qui est également une filiale du group Faith.
Parmi ses artistes figurent notamment Yūzō Kayama, Ayaka Hirahara, Lisa Ono, mais aussi des artistes étrangers comme Erik Mongrain.

## Artistes
- Yūzō Kayama
- Ayaka Hirahara
- Lisa Ono
- Erik Mongrain
- Doll Elements